# Dave Swarbrick
David Cyril Eric Swarbrick (5 de abril de 1941 – 3 de junio de 2016) fue un músico y cantante-compositor inglés de música folk. Ha sido descrito por Ashley Hutchings como " el violinista [británico] más influyente sin excepción". Su estilo ha sido copiado o desarrollado casi por cualquier británico y por muchos violinistas folk del planeta, que lo han seguido. Fue uno de los más apreciados músicos que produjo el segundo resurgimiento del folk británico, contribuyó en algunos grupos y proyectos más importantes de los años 1960 y se volvió un músico de sesión mucho más cotizado, lo cual llevó su carrera por todas partes para trabajar con muchas figuras importantes de folk y de folk rock.
Su trabajo para el grupo Fairport Convention de 1969 ha sido reconocido, pues los llevó a producir su álbum trascendental Liege & Lief (1969), el cual inició el movimiento de folk eléctrico. Esto y su carrera posterior ayudó a generar mayor interés en la música tradicional británica y fue una gran influencia dentro del rock tradicional. Después, en 1970, fue la figura principal de Fairport Convention y guio a la banda en varios álbumes importantes, hasta su disolución en 1979.
También participó en varios grupos acústicos más pequeños, comprometido en proyectos como solista, los cuales han seguido generando grabaciones masivas, un perfil significativo, y ha hecho una contribución importante en la interpretación de la música tradicional británica.

## Historia

### Inicios de su carrera 1968
Nació en 1941, New Malden, conocido ahora como El Gran Londres. Su familia se mudó a Linton, cerca de Grassington, Yorkshire del Norte, donde aprendió a tocar el violín. A finales de la década de 1940, la familia se mudó a Birmingham, donde asistió a la Universidad de Arte de Birminghan (ahora integrada al Instituto de Arte y Diseño de Birmingham) a finales de la década de 1950, con la intención de convertirse en impresor. Después de ganar un concurso de talento con su banda de skiffle, lo presentaron con Beryl y Roger Marriott. Los Marriotts lo patrocinaron y Beryl descubrió que tocaba con el violín incluso el skiffle más popular; ella lo animó para que regresará a la viola de arco, y así se unió a la banda de Beryl Marriott, Ceilidh.